# Соната для фортепиано № 16 (Бетховен)
Соната для фортепиано № 16 соль мажор, опус 31 № 1, была написана Бетховеном в 1802 году, все три сонаты, входящие в опус не имеют посвящений. По воспоминаниям Черни, к написанию сонат опуса 31 Бетховен приступил, будучи недоволен своими прежними работами, в этих произведениях композитор хотел воплотить свои новые творческие замыслы. Вероятно, к такой переоценке своего раннего творчества Бетховена подтолкнула и изменившаяся политическая обстановка в Европе, время революционных потрясений, к которому, например, относится написание сонаты № 11 прошло и по словам самого композитора, так отзывающегося о возможности написания нового произведения в героическом стиле опуса 22:
...все снова стремится войти в старую колею и Buonaparte заключил конкордат с папством — такую сонату? — была бы еще Missa pro Sancta Maria a tre voci, или Vesper etc.— вот тогда я бы взял кисть в руку и приписал бы Credo in unum большими фунтовыми нотами... Но бог мой, такую сонату в эти новые наступающие христианские времена — ого! — это не по мне, из этого ничего не выйдет...
Первая соната опуса получила неоднозначную оценку у критиков: от «самой слабой сонаты композитора» А. Рубинштейна до положительного анализа Б. Асафьева, определённо лишь то, что в сонате №16 Бетховен показал другие грани своего таланта, далёкие от возвышенной патетики, характерной для более ранних произведений.

## Структура
Соната для фортепиано № 16 Бетховена состоит из трёх частей: 1) Allegro vivace, 2) Adagio grazioso, 3) Rondo, Allegretto.
Первая часть сонаты Allegro vivace, G-dur, насыщена музыкальными приёмами, характерными для композитора, торжественность главной партии сплетается в экспозиции с народным мотивом; в разработке привносится драматизм, который полностью исчезает в репризе, в которой повторяются темы экспозиции. Ромен Роллан так отзывался об этой части сонаты:
...у меня есть искушение сказать, что это — сознательное подражание итальянскому театру: в первой части есть юмор, шутки, быстрый диалог, лукавый стиль и шутовская furia какой-нибудь сцены из музыкальной комедии....
Вторая часть сонаты Adagio grazioso, C-dur, типичное рондо, обычное для финалов ранних сонат композитора, в этой сонате помещено им в середину произведения. Спокойная, несколько сдержанная музыка второй части, по замыслу Бетховена контрастирует с энергичными началом и финалом сонаты. Б. Асафьев так описывает вторую часть сонаты:
...Вторая часть — медленное движение, в котором господствует широкая, пышно изукрашенная орнаментами мелодическая линия...
Третья часть сонаты Rondo, Allegretto, G-dur, по мнению того же Асафьева: 
...Третья часть — рондо.... с идиллической основной темой, радует слух красивыми изгибами, поворотами и сплетениями мягких и плавных линий, движущихся веселым хороводом...
В целом, соната производит впечатление целостного произведения, несмотря на то, что создана в период перехода Бетховена к новому периоду своего творчества, в ней особенно ощутим заметный рост мастерства композитора.